# Денніс Одіамбо
Денніс Одіамбо (англ. Dennis Odhiambo, нар. 18 березня 1985, Сіайя) — кенійський футболіст, півзахисник клубу «Софапака».
Виступав, зокрема, за клуби «Юніверсіті оф Преторія» та «Тіка Юнайтед», а також національну збірну Кенії.

## Клубна кар'єра
У футболі дебютував 2008 року виступами за команду «Тіка Юнайтед», в якій провів один сезон. 
Своєю грою за цю команду привернув увагу представників тренерського штабу південноафриканського клубу «Юніверсіті оф Преторія», до складу якого приєднався 2009 року. Відіграв за команду з Преторії наступні три сезони своєї ігрової кар'єри.
2012 року повернувся до клубу «Тіка Юнайтед». Цього разу провів у складі його команди шість сезонів. 
До складу клубу «Софапака» приєднався 2018 року. 

## Виступи за збірну
2011 року дебютував в офіційних матчах у складі національної збірної Кенії.
Був присутній в заявці збірної на Кубку африканських націй 2019 року в Єгипті, але на поле не виходив.